# Acta Juridica Hungarica
Az Acta Juridica Hungarica (helyenként Acta Iuridica Hungarica írásmóddal említik) egy magyar tudományos szakfolyóirat. Kiadja a Magyar Tudományos Akadémia Társadalomtudományi Kutatóközpont. ISSN 1216-2574 (papíron); ISSN 1588-2616 (online)
A kiadó  kötelezettséget vállal, hogy kétéves embargó után minden tanulmány szabadon letölthető (open access).

## Székhelye
1097 Budapest, Tóth Kálmán utca 4.

## Profilja
Az Acta Juridica Hungarica - Hungarian Journal of Legal Studies angol, francia, német és orosz nyelven közöl értekezéseket az állam- és jogtudományok köréből. Elsősorban a magyarországi jogtudomány eredményeinek közlésével, továbbá a magyar törvényhozás és jogi irodalom bemutatásával foglalkozik. A folyóirat, az egész közép- és kelet-európai jogtudomány áttekintése érdekében, újabban külföldi szerzők munkáit is publikálja.

## Története
A folyóiratot 1959-ben a Magyar Tudományos Akadémia alapította Acta Juridica néven a hazai jogtudományi kutatások eredményeinek külföldi megismertetésére. Az Acta Juridica több nyelven közölt értekezéseket az állam- és jogtudományok köréből. Félévenként jelent meg, két kettősfüzet alkotott egy kötetet. A szerkesztőség címe  Budapest V. Alkotmány u. 25. volt. 1989-ig négy nyelven (angol, francia, német és orosz) közölt tanulmányokat és recenziókat. 1990-től a folyóirat teljes neve Acta Juridica Hungarica – Hungarian Journal of Legal Studies. A közlés nyelve azóta kizárólag angol. Az Acta Juridica Hungarica 2013. év végéig a Magyar Tudományos Akadémia Gazdaság- és Jogtudományok Osztályának, majd 2014-től a Magyar Tudományos Akadémia Társadalomtudományi Kutatóközpontnak a kiadványa.

## Főszerkesztői
- Peschka Vilmos (1992 - ?)
- Jakab Éva (2019-ben) (társszerkesztők: Gárdos-Orosz Fruzsina és Lőrincz Viktor).